# Cap Chidley
Le cap Chidley est un promontoire situé sur la côte est de l'île Killiniq, au Canada, près de la pointe nord-est de la péninsule du Labrador. Selon les autorités canadiennes, le cap est situé à la frontière entre le territoire du Nunavut et la province de Terre-Neuve-et-Labrador,,. L'Organisation hydrographique internationale utilise quant à elle une définition légèrement différente de l'emplacement du cap.

## Géographie
Le cap consiste en un promontoire rocheux d'un kilomètre et demi de long, dans l'Est de l'île de Killiniq, elle-même située à l'extrémité nord-est de la péninsule du Labrador. L'extrémité nord-est du cap est appelée au Canada pointe Gould (en anglais Gould Point). Au nord-ouest du cap se trouvent les îles du Cap Chidley. Le détroit de Mac Gregor les sépare de l'île de Killiniq plus particulièrement à hauteur du cap Chidley et de la pointe Lecasse.

## Localisation hydrographique

### Définition du gouvernement canadien
Le cap est situé à l'extrémité est du détroit d'Hudson, sur sa rive méridionale,. Selon la définition du gouvernement canadien, le cap est situé en mer du Labrador (océan Atlantique),. Toujours selon cette autorité les îles du Cap Chidley sont aussi  incluses dans cette mer. La position du cap donnée par le Canada est 60° 22′ 40″ N, 64° 26′ 02″ O. Cette coordonnée marque le point le plus au nord de la frontière entre le territoire du Nunavut et la province de Terre-Neuve-et-Labrador.

### Définition de l'Organisation hydrographique internationale
L'Organisation hydrographique internationale (OHI) situe quant à elle la limite sud du détroit de Davis à 60°N, ce qui signifie que, selon l'OHI, le cap Chidley borde le détroit susmentionné et le détroit d'Hudson mais pas la mer du Labrador. De plus l'île de Killiniq ne comporte aucune côte baignant 
la mer du Labrador mais en a une majorité ouvrant sur le détroit d'Hudson. D'autre part la position du cap indiquée dans son document S23 par l'Organisation hydrographique internationale arrondie à la minute est : 60° 24′ 00″ N, 64° 26′ 00″ O, plus exactement 60° 23′ 44″ N, 64° 25′ 35″ O, ce qui correspond à l'extrémité nord-est d'un promontoire de 1,5 km, situé au sud de Cabot Island. Ce point avancé sert d'origine à la limite orientale du détroit d’Hudson et du passage du Nord-Ouest, cette limite s'achevant à la pointe sud-est de l'île de Baffin en passant par Hatton Headland (île de la Résolution) et les îles Lower Savage.
Ce point défini par l'OHI est situé à 2 km au nord de l'emplacement défini par le Canada comme étant le cap Chidley. Il est nommé « Gould Point » par le gouvernement canadien.

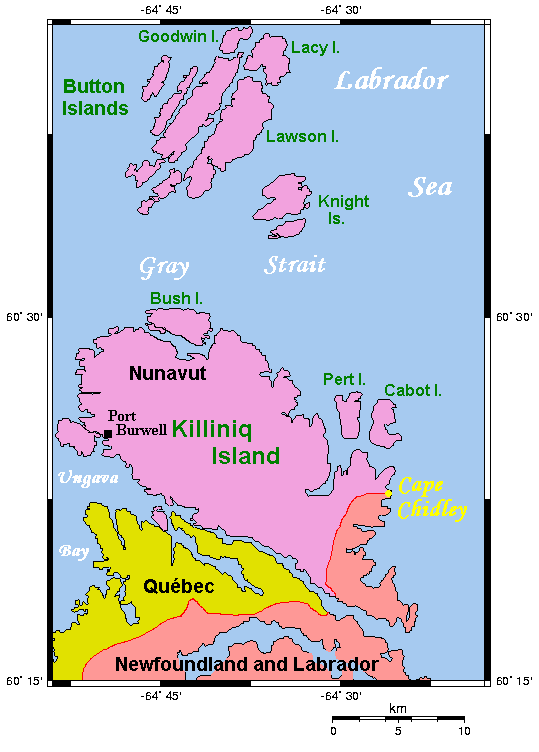
Carte du cap Chidley